# Le Détachement féminin rouge (ballet)

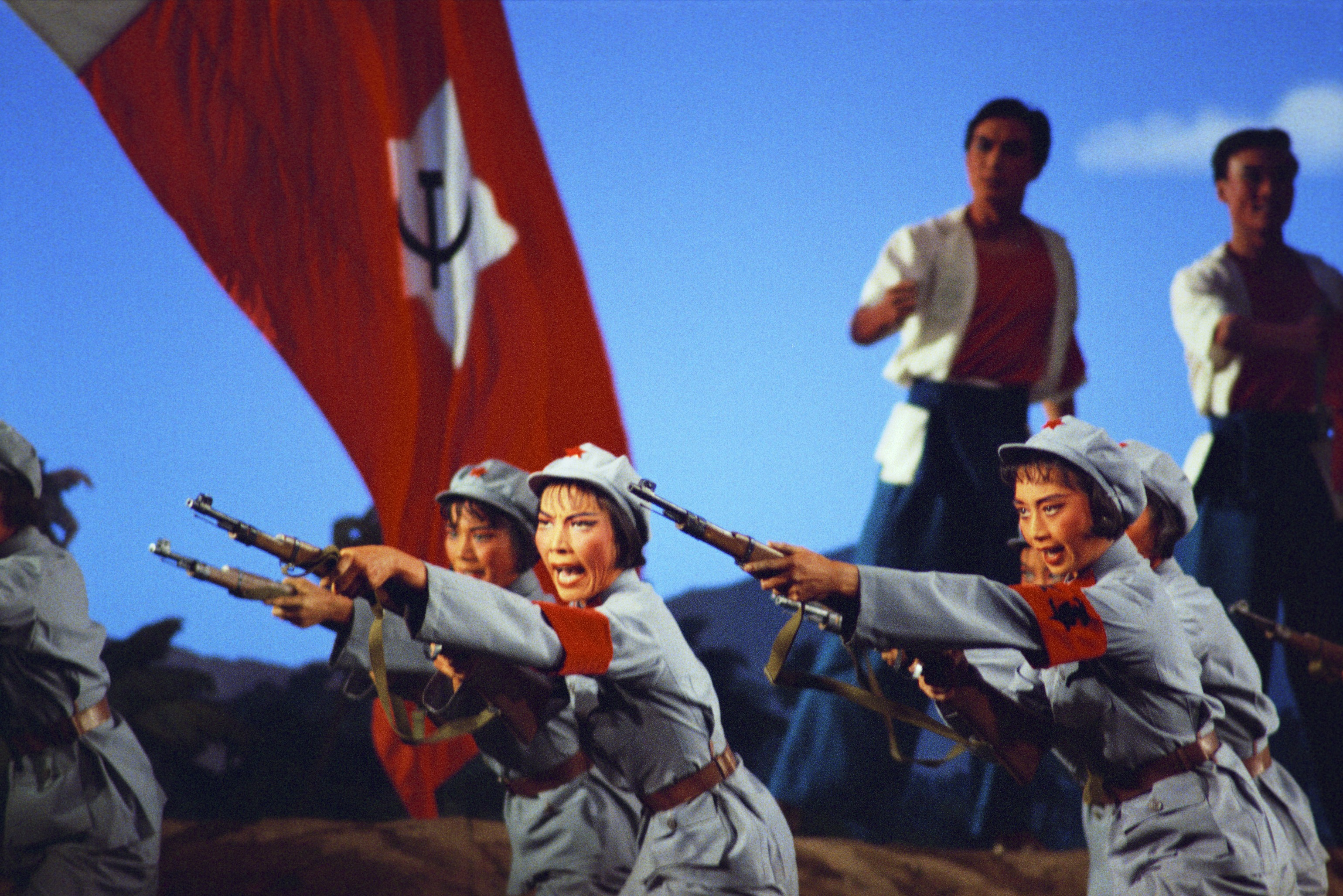
Photo du ballet Le Détachement féminin rouge.

Pour les articles homonymes, voir Le Détachement féminin rouge.
Le Détachement féminin rouge (chinois simplifié : 红色娘子军 ; pinyin : Hóngsè niángzǐ jūn) est un ballet chinois créé en 1964 par Jiang Zuhui. Il est l'un des huit opéras modèles qui ont été imposés sur la scène nationale chinoise pendant la révolution culturelle. Il est surtout connu en Occident comme le ballet présenté au président américain Richard Nixon lors de sa visite en Chine en février 1972.

## Contexte
Pendant la révolution culturelle, sous l'autorité de Jiang Qing, dernière épouse de Mao Zedong, seules huit œuvres peuvent être jouées dont deux ballets, Le Détachement féminin rouge et La Fille aux cheveux blancs.

## Présentation

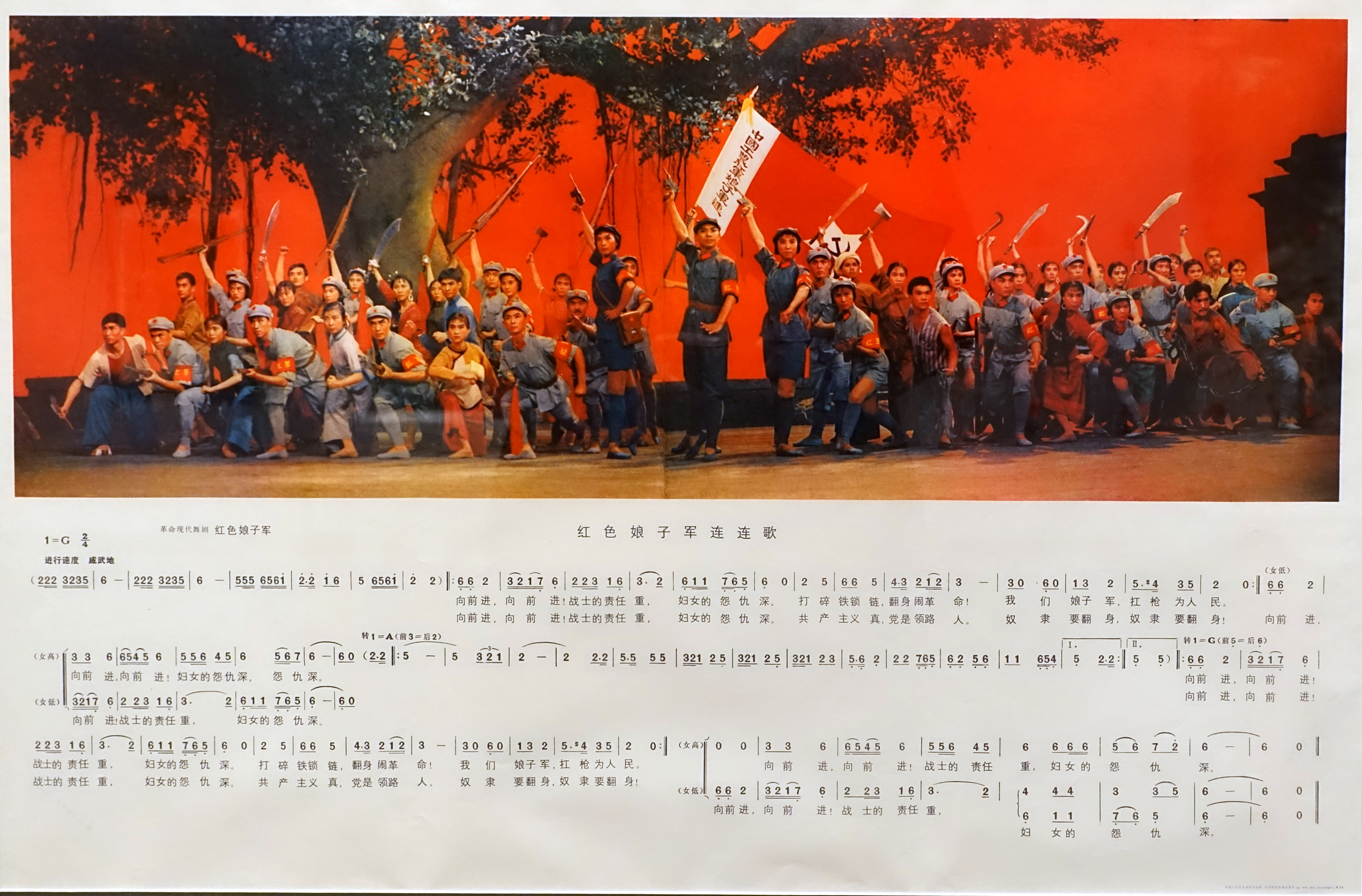
Affiche de 1971 pour le ballet, avec texte d'un chant en dessous.

L'histoire est construite sur des faits réels qui se sont déroulés sur l'île de Hainan. Lu Yexiang est la dernière survivante de ce détachement féminin de l'Armée populaire de libération (Armée rouge chinoise à l'époque). Elle est morte en 2014 à l'âge de 100 ans,.
Le ballet Le Détachement féminin rouge est d'abord un film de fiction du réalisateur Xie Jin en 1961. Le film Le Détachement féminin rouge obtient un succès important lors de sa sortie.
Les deux héros du ballet, la jeune fille Wu Qinghua (吴清华) et le commandant du détachement, Hong Changqing (洪常青), sont des héros romantiques admirés par la jeunesse des années 1970. Le ballet est constitué de six scènes composant un ensemble homogène présentant les souffrances d’une jeune Chinoise au début des années 1930. Elle est prisonnière d’un tortionnaire membre du Guomindang. Elle réussit à lui échapper et rejoint des opposants au régime, membres de l’Armée Rouge. Elle fait alors la connaissance de Hong Changqing, un commissaire politique de cette troupe. Celui-ci l'invite à rallier un détachement féminin créé par les communistes chinois pour se battre contre le pouvoir en place. Elle participe à plusieurs batailles. Enfin elle réussit à tuer Nan Batian, son ancien tortionnaire. Le spectacle s’achève par des chants de combat de l’Armée Rouge.
Jiang Zuhui, la créatrice du ballet en 1964, est arrêtée à la demande de Jiang Qing, l'épouse de Mao. D’abord enfermée pendant trois ans, Jiang Zuhui est par la suite envoyée travailler à la campagne. Jiang Qing s’attribue alors l’œuvre.